# Галловей (Західна Вірджинія)
Галловей (англ. Galloway) — переписна місцевість (CDP) в США, в окрузі Барбур штату Західна Вірджинія. Населення — 127 осіб (2020).

## Географія
Галловей розташований за координатами 39°14′2″ пн. ш. 80°7′40″ зх. д. / 39.23389° пн. ш. 80.12778° зх. д. (39.233870, -80.127724).  За даними Бюро перепису населення США в 2010 році переписна місцевість мала площу 1,62 км², уся площа — суходіл.

## Демографія
Згідно з переписом 2010 року, у переписній місцевості мешкали 143 особи в 51 домогосподарстві у складі 38 родин. Густота населення становила 88 осіб/км².  Було 64 помешкання (39/км²).
Расовий склад населення:
| - 94,4 % — білих - 2,8 % — корінних американців - 1,4 % — чорних або афроамериканців |

До двох чи більше рас належало 1,4 %. Частка іспаномовних становила 0,0 % від усіх жителів.
За віковим діапазоном населення розподілялося таким чином: 25,2 % — особи молодші 18 років, 60,1 % — особи у віці 18—64 років, 14,7 % — особи у віці 65 років та старші. Медіана віку мешканця становила 38,4 року. На 100 осіб жіночої статі у переписній місцевості припадало 93,2 чоловіків;  на 100 жінок у віці від 18 років та старших — 98,1 чоловіків також старших 18 років.
Середній дохід на одне домашнє господарство  становив 51 222 долари США (медіана — 63 250), а середній дохід на одну сім'ю — 51 222 долари (медіана — 63 250). 
Цивільне працевлаштоване населення становило 60 осіб. Основні галузі зайнятості: освіта, охорона здоров'я та соціальна допомога — 35,0 %, роздрібна торгівля — 23,3 %, будівництво — 16,7 %, науковці, спеціалісти, менеджери — 13,3 %.